# Arthur M. Huddell
L′Arthur M. Huddell est un Liberty ship construit en 1943 aux chantiers St. Johns River Shipbuilding de Jacksonville pour l′US Navy.

## Histoire

### Pendant la guerre
L’Arthur M. Huddell est un Liberty ship construit en 1943 aux chantiers St. Johns River Shipbuilding de Jacksonville pour l′US Navy. Sa première mission consiste à faire une traversée de Jacksonville à Londres avec des explosifs. En 1944, il est converti câblier et participe à la construction d'un pipeline de carburant sous la Manche au cours de l'opération PLUTO à la suite du débarquement de Normandie.

### Après la guerre
Après la guerre, l’Arthur M. Huddell est désarmé dans la Suisun Bay. En 1956, il est affrété par AT&T. 
Après avoir été utilisé sur la Ligne DEW, il est placé sous le contrôle de la flotte de réserve américaine en 1957. En 1964, il est ré affrété pour le Sound Surveillance System jusqu'en 1984. Il est ensuite à nouveau désarmé et classé comme une barge. À la suite de ce désarmement, une grande partie de son équipement est utilisé sur le John W. Brown, transformé en musée à Baltimore.

### Sauvegarde

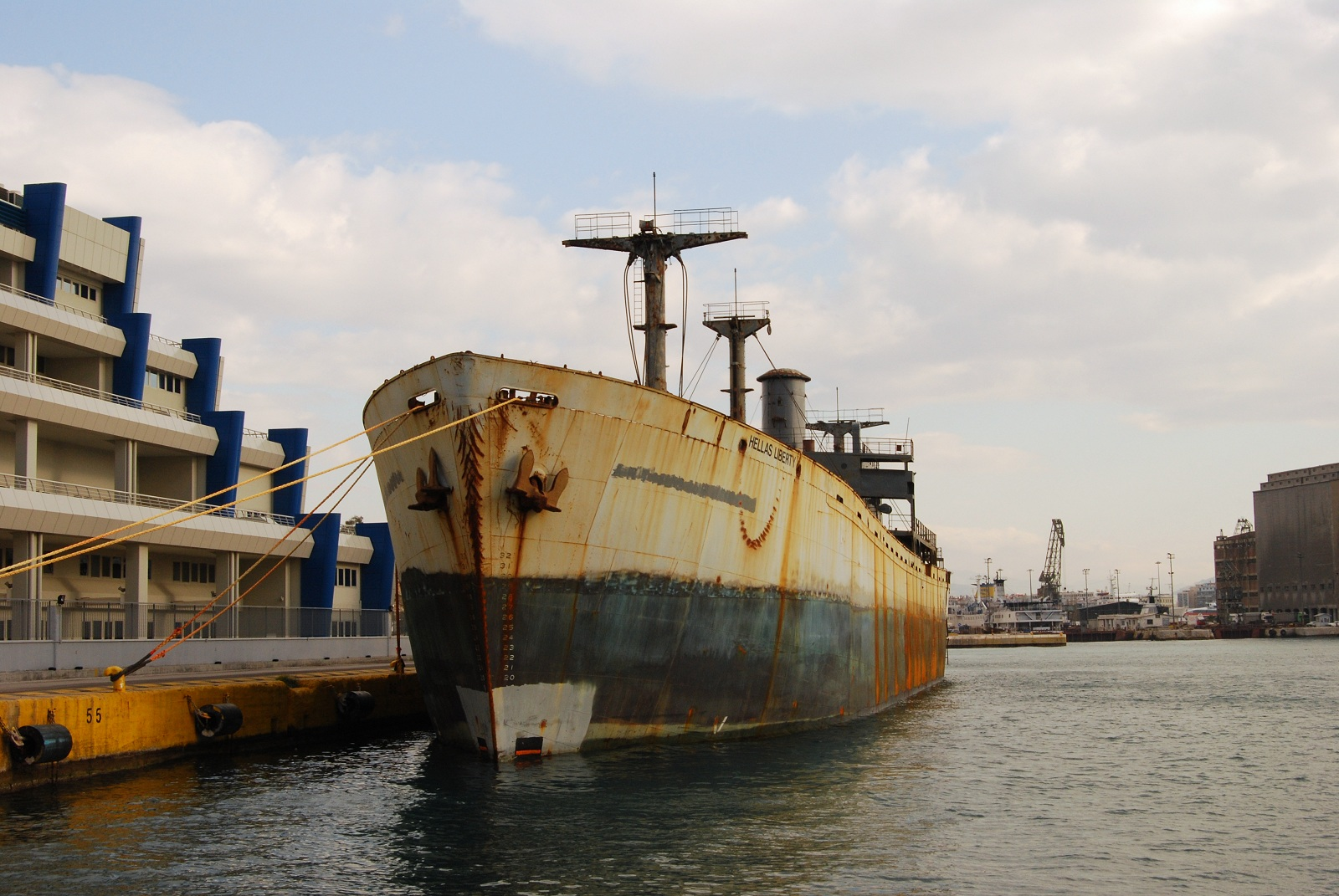
Le Hellas Liberty au Pirée avant sa rénovation

En 2008, il est acheté par la Grèce afin d'être converti en musée et devient le Hellas Liberty. Le 6 décembre 2008, il quitte Norfolk en remorque pour Le Pirée, qu'il atteint en janvier 2009. Il est entièrement reconstruit à Perama et à Salamine. En juin 2010, il est ouvert comme musée maritime au Pirée.